# 蘭芳共和國

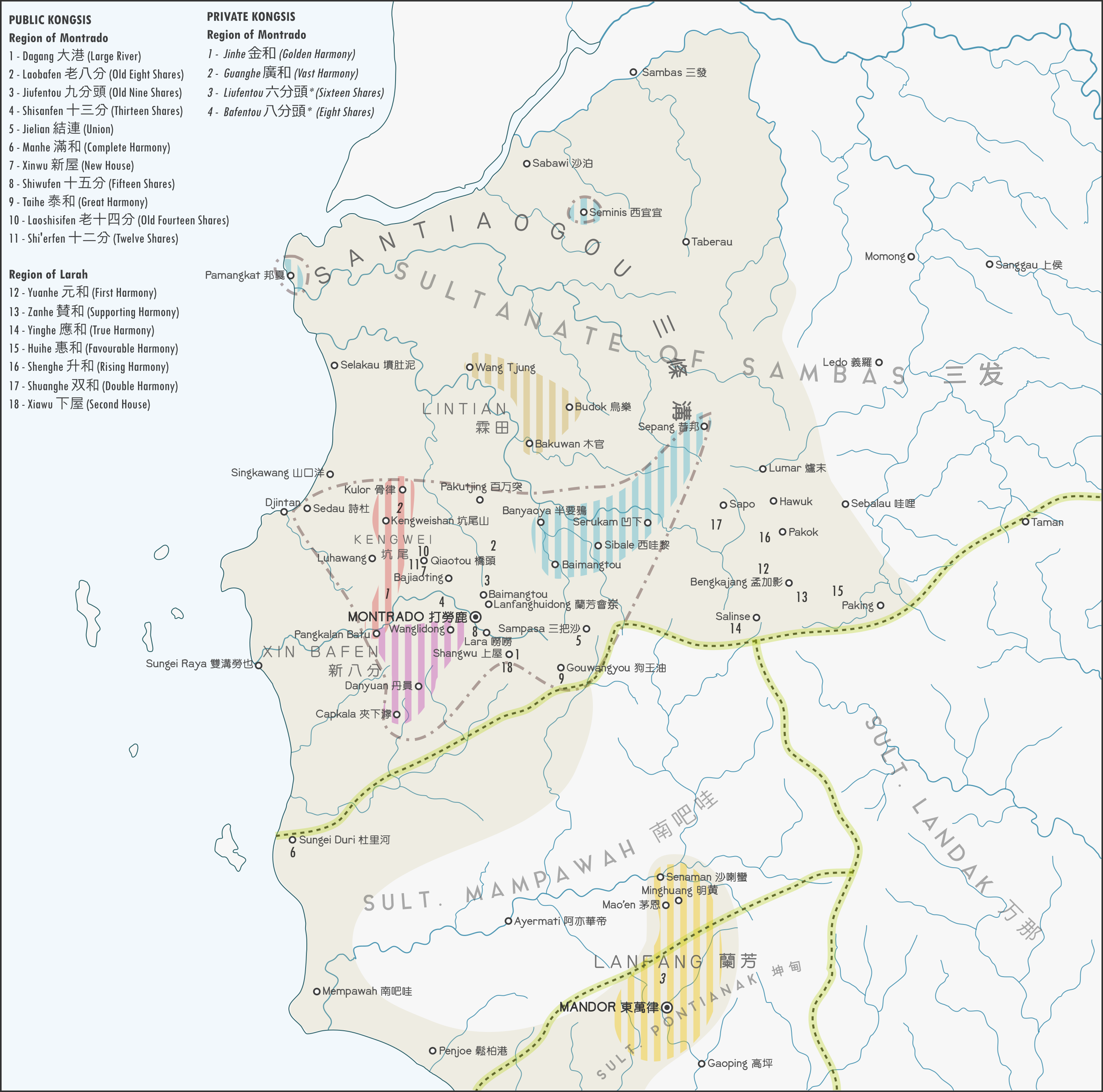
西加里曼丹的公司共和国

今印度尼西亚西加里曼丹省，蘭芳共和國故地在其境内

蘭芳共和國（客語白話字：Làn-fông Khiung-fò-koet；1777年—1884年；荷蘭語：Kongsi Lanfong），又称蘭芳大統制共和國，是現代學者對海外華人在婆羅洲建立的一個社群或政權的稱呼，该社群或政權自稱蘭芳公司或東萬律蘭芳公司總廳。1776年，廣東嘉應（今廣東梅州）客家人羅芳伯在東南亞西婆羅洲（今印度尼西亚西加里曼丹省）坤甸成立了「蘭芳公司」，1777年羅芳伯將「公司」片面改為「共和國」，即公司共和國，但向清朝稱臣時仍使用「蘭芳公司」。
蘭芳共和國建立時，第一任總制是陳蘭伯，第二任總制是羅芳伯，因此又称為「蘭芳大統制共和國」；亦有人因第二任總制羅芳伯而稱其為「芳伯共和國」。
1884年，蘭芳公司被荷蘭擊敗而滅亡，殘餘勢力逃至蘇門答臘。蘭芳共和國從立國至滅亡，共經歷一百零七年。據說由於顧忌清朝干涉，荷蘭並未公開佔領，而是另立一個傀儡政權進行統治。直到1912年清朝滅亡後，荷蘭才正式宣佈佔領。

## 歷史
18世紀，西婆羅洲的各蘇丹國進口大量華人苦力到南洋挖掘金礦與錫礦，由於有荷蘭殖民者進行騷擾，所以當地有華人社團從廣東招請團練，來到南洋擔當類似保鑣或傭兵的角色，逐漸形成所謂「公司」的組織。又以客家人族群由於習武風氣盛又相當團結有嚴格紀律，故頗受歡迎，影響力甚大，當中勢力最大的是蘭芳公司。根據荷蘭學者Veth等人的說法，大約在十八世紀四十年代，婆羅洲喃吧哇（Mampawa）酋長首次從汶萊招募十幾名華人開發當地金礦，結果非常成功，三發（今三發縣）蘇丹也跟著效倣。
清朝乾隆年間中后期，廣東嘉應州（今梅州市梅縣區）人吳元盛因为谋划发动起义事泄，因而逃亡到婆罗洲島，在當地創建了很有影響力的“聚勝公司”，成為該公司首領。後來其下屬羅芳伯的聲望逐漸超過吳元盛，反而成為吳元盛的上司，羅芳伯遂成立蘭芳公司。:64-65
一般認為是因為羅芳伯協助蘇丹平定謀反的土人，蘇丹公開約為兄弟，受到重視。後來居卡普阿斯河（Kapuas）下游的土酋有侮蔑華人之舉，羅芳伯部下吳元盛率軍平息後，蘇丹知不敵，難以駕馭，於是裂土而分治之。羅芳伯所統轄土地東界萬勞（Molor），西界卡普阿斯河，南界大院（又译为戴燕Tayan，今上侯縣上下戴燕鎮）、上候、雙溝月（Sekadau），北界勞勞（Lara）、山口洋（Singkawang）。
隨著荷蘭勢力進入現代印度尼西亞區域，羅芳伯於1777年在坤甸成立蘭芳大統制共和國，以保護華人移民免受荷蘭人的壓迫，他被推舉爲擔任第一任大總長。羅芳伯知道荷蘭人對清朝仍然顧忌，所以在立國之初就立即向大清稱臣，並派員前往北京朝貢。但担心清政府可能会有所不满，羅芳伯向清朝稱臣時決定仍使用「蘭芳公司」之名，而非「蘭芳大統制共和國」。
1783年，由於坤甸河北部的戴燕（Tayan）國王很殘暴，人民都怨恨他。吳元盛前往殺死原戴燕王國國王，被當地民眾擁立為戴燕王國國王，被派駐在在坤甸河北部的戴燕王國領地，王位世襲，傳四位（吴元盛、吴元盛之妻、吴元盛之子、吴元盛之孫），共70餘年。
1795年，羅芳伯病故後，由江戊伯繼任其位。後來由於清政府在外交上多次失利，中法戰爭爆發，荷蘭人認爲此時清朝無力再顧及境外的事，於是荷蘭開始部署征服行動。
荷蘭的征服包括三場主要戰役：
1. 西婆羅洲遠征（英语：Expedition to the West Coast of Borneo）（1822–1824年）
2. 蒙脱拉度遠征（英语：Expedition against the Chinese in Montrado）（1850–1854年）
3. 婆羅洲東万律華人起義（英语：Chinese uprising in Mandor, Borneo）（1884–1885年）[7]

1884年，荷蘭征服蘭芳共和國，蘭芳共和國雖進行了抵抗，但因武器技術遠落後於歐洲殖民者而失敗，其殘餘勢力逃至蘇門答臘。荷蘭並未公開宣稱已佔領蘭芳地區，而是另立了一個傀儡政權以便進行統治。
直到1912年清朝滅亡、中華民國成立後，荷蘭才正式宣佈對蘭芳國的佔領。蘭芳共和國自立國至滅亡，共經歷一百零七年。逃往蘇門答臘的部分華人隨後往東北邊遷徙，並於馬來半島定居。

## 制度
蘭芳共和國組織類似中國的祕密會社，譬如天地會和青幫。蘭芳大統制共和國以坤甸或東萬律為首都，並將立國之時，1777年當年定為「蘭芳元年」。國家元首稱「大唐總長」或是「大唐客長」，意思是華人作客海外的首長，且「國之大事皆眾議而行」，以類似於民主選舉和禪讓的形式傳承，前後歷任十二位總長。
共和國下轄的行政區劃為三級（省、州、縣），各級領導都由人民選舉產生。蘭芳共和國沒有常備軍，但有一個軍事行政管理單位，以徵兵制管理民兵。在安定時期，民兵如常從事農業、生產、貿易和採礦等經濟活動。

## 歷任總長
- 蘭芳元年（乾隆四十二年，1776年），羅芳伯（荷蘭語：De thaiko[10] Lo Fong-phak.）稱大唐總長。
- 蘭芳十九年（1795年），江戊伯（荷蘭語：De thaiko Kong Meeuw-pak）繼任。
- 蘭芳二十三年（1799年），闕四伯（荷蘭語：De thaiko Khiët Si-pak）繼任。
- 蘭芳二十八年（1804年），江戊伯（荷蘭語：De thaiko Kong Meeuw-pak）復任。
- 蘭芳三十五年（1811年），宋插伯（荷蘭語：De thaiko Soeng Tshap-pak）繼任。
- 蘭芳四十七年（1823年），劉台二（荷蘭語：De kapthai[11] Lioe Thoi-ni）繼任。
- 蘭芳六十二年（1838年），古六伯（荷蘭語：De kapthai Koe Liok）繼任。
- 蘭芳六十六年（1842年），謝桂芳（荷蘭語：De kapthai Tshia Kwi-fong）繼任。
- 蘭芳六十七年（1843年），葉騰輝（荷蘭語：De kapthai Yep Thin-foei）繼任。
- 蘭芳六十九年（1845年），劉乾興（荷蘭語：De kapthai Lioe Khon-sjien）繼任。
- 蘭芳七十二年（1848年），劉阿生（荷蘭語：De kapthai Lioe A-sin）繼任。
- 蘭芳一百年（1876年），劉亮官（荷蘭語：De kapthai Lioe Liong-kwon）繼任。
- 蘭芳一百零四年（1880年），劉阿生（荷蘭語：De kapthai Lioe A-sin）復任。
- 蘭芳一百零八年（1884年），滅亡。[12][1]

## 早期學者對蘭芳的介紹
- 謝清高《海錄》中說謝氏曾親到其地，但有學者認爲該文並非謝氏自己的回憶錄，可能是作者摘記報章或記錄他人談話內容而成的一篇資料集。[13]:6-9

- 羅芳伯同鄉梅縣余瀾馨著有《羅芳伯傳》。[13]:75-77

- 最早使蘭芳在中國產生較大影響的是梁啟超的《中國殖民八大偉人傳》，「八大偉人」之一即為「陳蘭芳」（疑為陳蘭伯和羅芳伯之誤）。其中並未稱蘭芳政權為「共和國」，只說「自立國家，擇其長老者稱為公司」，稱「陳蘭芳」為「昆甸國王」、「族党頭目，如土酋」。[14]

- 羅香林[15]提出蘭芳公司是一個「共和國」，其首領由公眾選舉產生，類似於「大統制」、「大統領」，[16]使「蘭芳共和國」的概念廣為人知。

## 评价
學者廖敏淑認為蘭芳公司只是一個開礦的移民社群組織，無異於會館、公所，且協助當地荷蘭殖民政府執行著課稅等職責。荷蘭人「認為蘭芳公司的制度源自於中國村社，而中國村社是民主又獨立的『小共和國』」，所以荷蘭人稱蘭芳公司為「共和國」。廖敏淑認為：「把蘭芳公司視為『共和國』、將其領袖『客長』等同為大總統，或許是學者過於溢美了。」

### 引用
1. 1 2  Groot, J.J.M. (1885), Het Kongsiwezen van Borneo: eene verhandeling over den grondslag en den aard der chineesche politieke vereenigingen in de koloniën, The Hague: M. Nijhof.
2. ↑  来源：兰芳公司历代年册 Groot, J.J.M. (1885), Het Kongsiwezen van Borneo: eene verhandeling over den grondslag en den aard der chineesche politieke vereenigingen in de koloniën, The Hague: M. Nijhof.Page 53
3. ↑  柏楊. . . 遠流出版.   [2015-01-25]. ISBN 9789573247531. （原始内容存档于2015-09-24）.
4. 1 2  張維安; 張容嘉.  (PDF). : 57～88. 2009年6月  [2022-03-05]. （原始内容存档 (PDF)于2021-07-25）.
5. ↑  Mary F. Somers Heidhues. . SEAP Publications. 2003年. ISBN 978-0-87727-733-0 （英语）.
6. ↑  Agustinus B. da Costa. . 《雅加達郵報》. 2009-11-29  [2014-09-20]. （原始内容存档于2014-12-20）.（英文）
7. ↑  Books, LLC. . General Books LLC. September 2010. ISBN 978-1-157-79797-5.（英文）
8. ↑  . 中華百科全書.   [2014-09-21]. （原始内容存档于2016-03-04）.
9. ↑  . 星洲日報.   [2014-09-21]. （原始内容存档于2014-04-12）.
10. ↑  Thaiko，漢字：太哥，荷蘭語：oudere broeder。De uitdrukking wordt evenwel steeds overdrachtelijk gebezigd tegenover iemand dien men eerbiedgt, dus jegens een primus inter pares. Dat de vroegste bestuurshoofden van de Lanfong-kongsi dien titel droegen, getuigt sterk voor den republikeinschen geest, die hare leden samenbond
11. ↑  kapthai，漢字：甲太
12. ↑  Anthony Reid; Kristine Alilunas-Rodgers. . University of Hawaii Press. 1996年: 169. ISBN 978-0-8248-2446-4.（英文）
13. 1 2  周云水; 林峰. . 广州: 暨南大学出版社. 2018. ISBN 978-7-5668-2152-2.
14. ↑  梁啟超《中國殖民八大偉人傳》：「昆甸国王陈兰芳，广东人，乾嘉间经商昆甸，才武有大略。是时，昆甸虽属荷兰，但以兵驻守海口商市，而山内地尚辖于土酋。会国中大乱，兰芳倡义率众平之。土番及华侨共推为主。军服仪饰，略仿中国。有华人游其地，遇王于途，讶其不类土番，询诸人乃知为陈兰芳云。余曩览某日报，见其载陈兰芳事，今犹记其概于此。按西人所撰万国地理全图集言嘉应州人，往婆罗开矿，穿山开道，自立国家，择其长老者称为公司，限一年二年办国政，又每月统纪传言婆罗为诸岛之至大者，其山内有大湖，广东数万人住此湖之阿纳地方，开金山探金沙，因恐土番之狠，设族党头目，如土酋管治其民。又外国史略言，婆罗岛内地多高山，每年掘金沙者甚众，其中汉人自立长领，不服他国。此皆道光时人之书，並云该岛内地，汉人能自立国。陈兰芳则势力尤大而特著者也。」
15. ↑  出自《羅芳伯所建婆羅洲坤甸蘭芳大總制考》(長沙：商務印書館，1941)
16. ↑  廖敏淑《清代商工群體中的客長》（http://nccur.lib.nccu.edu.tw/bitstream/140.119/73389/1/1-34.pdf）：「或許是受到當時荷蘭人認為蘭芳公司是『共和國』想法的影響，某些學者認為蘭芳公司成員以公推方式選出『客長』的慣例，具有『民主』的性質，而該團體也被視為是具有自治精神的組織，例如羅香林(1906-1978)主張蘭芳公司就是一個「共和國」，甚至認為蘭芳公司的歷代『大唐客長』(或稱「大唐總長」)均由公眾選舉方式產生，這樣的選舉制度相當於『共和國』大統領(大總統)制度的『大總制』。」 （页面存档备份，存于）
17. ↑  廖敏淑《清代商工群體中的客長》（http://nccur.lib.nccu.edu.tw/bitstream/140.119/73389/1/1-34.pdf）： （页面存档备份，存于） 「蘭芳公司歷代公司理事(大唐客長)均由公眾選舉(公推)方式產生，加上具有軍事、警察力量，因此當時的荷蘭人甚至把蘭芳公司視為一個『共和國』，他們認為蘭芳公司的制度源自於中國村社，而中國村社是民主又獨立的『小共和國』，在中國村社中找不到朝廷任命的人員，政府通過公眾選舉出來的村社首腦進行統治，村社首腦統帥警務、維持公共秩序和風俗禮節、排解糾紛等等，中國人民對此制度感到自豪，即使出國也要把這種獨立的村社制度建立起來，而婆羅洲的公司只不過是其祖國村社制度的一種複本而已。」「而且如同在國內的客長協助政府官員執行徵收稅費等職責一般，海外客長也協助當地荷蘭殖民政府執行著課稅等職責。」
18. ↑  廖敏淑《清代商工群體中的客長》，第23頁。

## 外部連結
- . 中华网.   [2008-11-14]. （原始内容存档于2009-02-11）.
- Rozan Yunos; BANDAR SERI BEGAWAN. . 汶萊時報. 2011-05-23.[永久]（英文）
- 1822年時蘭芳共和國與其他公司領土地圖。Mary F. Somers Heidhues. . SEAP Publications. 2003年: 57頁. ISBN 978-0-87727-733-0.（英文）